# Агадес (султанат)
Султанат Агадес (иногда Султанат Аир) — африканское государство со столицей в городе Агадес. Располагалось на плато Аир, на южном краю Сахары, на территории севера современного Нигера. 
Султанат основан в 1449 году туарегами, правитель которых, Юсуф, в 1430 году основал город Агадес и сделал его столицей. Завоёван империей Сонгай в 1500. После поражения Сонгай от Марокко в 1591 году, султанат вернул независимость. Расцвет экономики приходится на 17-й век. Агадес процветал благодаря тому, что там пересекались караванные пути, соединявшие столицу Сонгая город Гао на реке Нигер с Триполитанией и Египтом. Завоёван Францией в 1900 году, но из-за упорного сопротивления туарегов, город Агадес был взят лишь в 1904 году. Вошёл в состав колонии Нигер.